# 기타가와 고야
기타가와 고야(일본어: 北川 航也, 1996년 7월 26일 ~ )는 일본의 축구 선수이다. 현재 J2리그의 시미즈 에스펄스에서 뛰고 있다.

## 구단 경력
그는 2015년 J1리그의 시미즈 에스펄스에 입단했다. 2019년까지 115경기에 출전하여, 34득점을 넣었다. 2019년 SK 라피트 빈로 이적했다. 2022년 시미즈 에스펄스로 복귀했다.

## 국가대표팀 경력
그는 2018년 10월 12일 파나마과의 경기에서 일본 국가대표팀에 데뷔했다. 2019년 AFC 아시안컵에도 출전, 준우승에 기여했다. 그는 2019년까지 국제 A매치 통산 8경기에 출전했다.

## 통계
| 일본 | 일본 | 일본 |
| 연도 | 출전 | 득점 |
| ---- | ---- | ---- |
| 2018 | 3    | 0    |
| 2019 | 5    | 0    |
| 통산 | 8    | 0    |